# Abraxas Lake
Abraxas Lake är en sjö i Antarktis som ligger vid Ingrid Christensen Coast i Östantarktis. Australien gör anspråk på området. Abraxas Lake ligger 13 meter över havet.